# Dovidenia v pekle, priatelia
Dovidenia v pekle, priatelia (ojediněle uváděn i pod českým názvem Na shledanou v pekle, přátelé) je koprodukční československo-italsko-lichtenštejnský film režiséra Juraje Jakubiska z roku 1990, který je společně s Karolem Sidorem autorem scénáře.
Film byl původně natáčen od října 1969 do ledna 1970, s ohledem na počátek normalizace ale začal komunistický režim v Československu do filmu zasahovat a nakonec natáčení před dokončením úplně zastavil. Režisér také ztratil kontakt s italskými koproducenty, kteří se rozhodli natočený materiál sestříhat a v roce 1972 se ho pokusili uvést na festivalu v Benátkách. Jakubisko se však od této verze zcela distancoval, takže film nebyl promítán. Po sametové revoluci již v prosinci 1989 ohlásil, že se chce k filmu vrátit. Během ledna a února 1990 natočil nové scény (pro dotáčky sehnal původní herce) a znovu natočil všechny dialogy. Tyto nové části vytvořily novou časovou rovinu současnosti a doplnily zkrácený původní materiál. Film sestříhal zcela odlišně a dal mu tak jiné vyznění, než měla neautorizovaná italská verze. Dokončený film uvedl v roce 1990 na benátském festivalu a od listopadu toho roku byl promítán v československých kinech.

## Děj
Bizarní příběh o skupině divných lidí, kteří se na vesnickém sídle oddávají radovánkám, plný surrealistických symbolů, polemiky o Bohu a spravedlnosti. To vše se rozvíjí v retrospektivě: svět je postižen katastrofou, z které se má lidstvo zachránit v arše. Katastrofické vize, strach a zděšení z krvavé cesty člověka a lidské historie. Společenství lidí ve snaze uniknout před „červenou archou“ totality hledá spásu v založení fiktivní rodiny. Krásna Rita a její společník Petras, spolu se starým plukovníkem a ukradeným dítětem, se snaží vytvořit společenství mimo reálný svět. Prsty politiky a její „spravedlivost“ si je však najdou… V závěru filmu svítá naděje. Pádem zdi kolem „archy“ se nejenom hrdinům filmu otevírá okolní svobodný svět.

## Obsazení
- Olinka Bérová jako Rita [namluvila Oľga Solárová]
- Ján Melkovič jako Petras [namluvil Stano Dančiak]
- Míla Beran jako plukovníkův otec [namluvil Viktor Blaho]
- Nino Besozzi jako plukovník [namluvil Rudolf Kraus]
- Carlo Capannelle jako poustevník otec Matej [namluvil Vladimír Kostovič]
- Dušan Kosorinský jako zrzavý pomocník [namluvil Dušan Kaprálik]
- Ján Kosorinský jako zrzavý pomocník [namluvil Karol Čálik]
- Jana Březinová jako starší jeptiška [namluvila Deana Horváthová]
- Jana Stehnová jako mladší jeptiška [namluvila Iveta Kožková]
- Augustín Kubán jako pošťák [namluvil Andrej Hryc]
- Zdeněk Dušek jako pošťákův pomocník [namluvil Dušan Tarageľ]
- Pavol Hammel jako zpěvák
- Kata Sidonová jako husopaska Kristínka [namluvila Júlia Mrvová]

## Produkce
- Architekt: Miloš Kalina, Slavomír Procházka
- Návrhy kostýmů: Enrico Ruffini
- Vedoucí výroby: Ján Svikruha, Viliam Čánky
- Exteriéry: Liptovský Mikuláš a okolí, Ráztoky, Liptovský Ján, Korytnica, Žiarska dolina, Štrbské pleso, Lakšárska Nová Ves

## Režisér o filmu
„Tento film patří do Guinnessovy knihy rekordů. Začal jsem ho točit během Pražského jara 1968, ale komunistická cenzura těsně před dokončením natáčení zrušila. Směl jsem ho dokončit až po 22 letech! Už v průběhu natáčení jsem stále více a více nabýval přesvědčení, že tento film bude pro cenzora nepřijatelný, proto jsem vsadil na estetiku vyprávění pomocí symbolů a jinotajů. Netušil jsem však, že o něm nebude rozhodovat obvyklý cenzor, ale politická moc. V době realizace se její kruh stahoval nejen kolem mne, ale i kolem celého československého umění. “Na shledanou v pekle, přátelé!” bylo posledním zvoláním pro kolegy i celou inteligenci, výkřikem zoufalce, jenž cítil, že svobodě na tomto světě je navždy odzvoněno. V dotočené části v roce 1990 tiše doufám, že lidstvo opojené radostí ze svobody je poučeno z této nelidské zkušenosti a bude mít delší paměť. Snad konečně má možnost být velkorysejší a pozornější vůči menším a slabším.“[zdroj⁠?!]

## Ocenění
- Čestné uznání RAI II, Benátky, Itálie, 1990